# Höcker Album

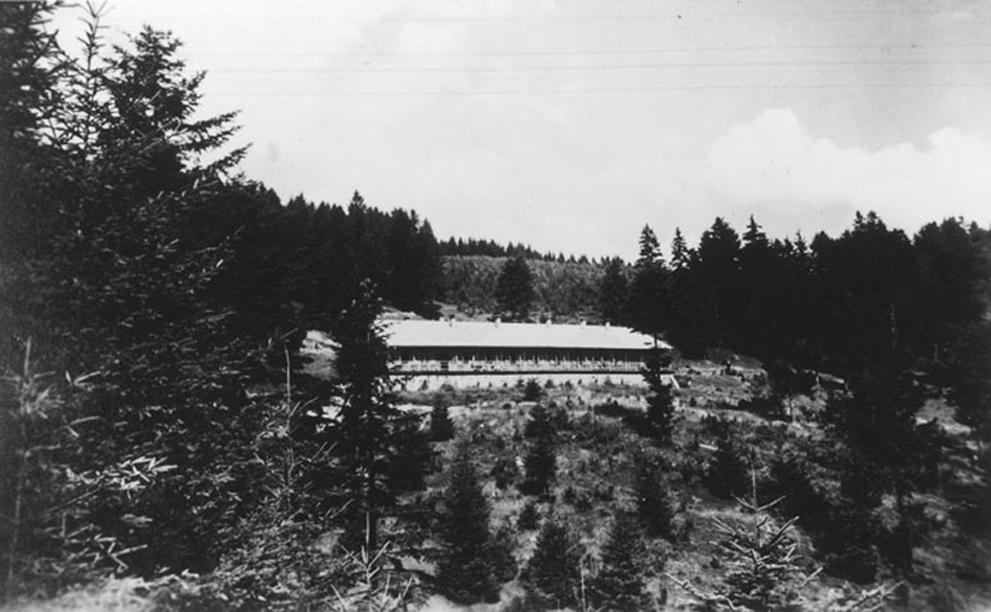
De Solahütte, foto uit het foto-album

Het Höcker Album is een fotoalbum van de leefomstandigheden van officieren en administrateurs uit concentratiekamp Auschwitz. Het zijn zover bekend de enige nog bestaande foto's die vanuit deze invalshoek zijn genomen. Het album bevindt zich momenteel in het United States Holocaust Memorial Museum (USHMM) in Washington D.C.. De foto's zijn verzameld door Karl-Friedrich Höcker, een SS-officier. 

## Herkomst
Het fotoalbum werd gevonden door een Amerikaanse spionage-officier, die was gestationeerd in Frankfurt na de Duitse overgave. Hij vond het album daar in een appartement en nam het, toen hij terug mocht naar de Verenigde Staten, mee naar huis. In januari 2007 doneerde de Amerikaanse officier het album aan het United States Holocaust Memorial Museum, met het verzoek dat zijn identiteit niet bekend zou worden gemaakt. 
Aangenomen wordt dat het album van Höcker is, omdat hij verreweg op de meeste foto's staat en op de titelpagina de foto van Höcker en Baer staat met het onderschrift "Mit Kommandant SS Stubaf. Baer, Auschwitz 21.6.44". Tevens is hij de enige persoon die alleen op enkele foto's staat.

## Inhoud
De onderschriften en afbeeldingen maakten al snel duidelijk dat het om beeldmateriaal over Auschwitz ging. Een van de eerste foto's is een dubbelportret van Richard Baer, Auschwitz' commandant tussen 1944 en 1945, en Karl Höcker, diens assistent.
Het album omvat 116 foto's, allemaal in zwart-wit, met vrijwel altijd Duitse officieren erop. Alleen de officiële momenten en de uitjes staan erin.
Drie pagina's zijn gewijd aan een uitstapje met SS-meisjes naar de Solahütte, het buitenverblijf van Auschwitz, 30 km ten zuiden van het kamp aan de Soła (een rivier die verderop in de Wisła uitkomt). Voor bewezen diensten mocht kamppersoneel daar een paar dagen verblijven. Op de foto's moest men altijd vrolijk zijn, omdat de nazi's wilden dat hun soldaten vrolijke foto's naar huis stuurden om de betrokkenheid van het thuisfront te vergroten. De foto's werden dan ook altijd eerst gekeurd.
In het najaar van 1944 voerden de geallieerden bombardementen uit op de Buna-fabriek (fabriek voor synthetisch rubber bij Auschwitz-Monowitz). De begrafenis van de vijftien omgekomen SS'ers wordt met vier foto's in het album vertegenwoordigd. Dit zijn de enige foto's waarop leed te zien is in plaats van vreugde. "Beseitigung von SS-kameraden nach einem Terrorangriff" staat als onderschrift bij de foto's.
De in het kamp meest bekende commandanten, Richard Baer en Rudolf Höss, zijn enkele malen te zien op de foto's. Mogelijk het meest bekend en beruchtste figuur in Auschwitz was echter dr. Josef Mengele, die bekendstond om zijn gruwelijke medische experimenten op gevangenen. Mengele voerde veelvuldig experimenten uit op tweelingen en maakte selecties voor wie mocht werken en wie naar de gaskamer moest. In totaal omvat het album tien foto's waarop Mengele staat. Voordat dit album werd gepubliceerd, was er geen enkele foto bekend waarop Mengele zich in Auschwitz bevond.

## Periode
De foto's in het album zijn gemaakt tussen juni 1944 en december 1944. Dit halfjaar viel gedeeltelijk samen met de periode dat men de massamoord op de Hongaarse Joden uitvoerde, namelijk 15 mei tot 24 juli. Deze Joden werden in hun eigen land bij elkaar gedreven en gedeporteerd naar Auschwitz. Het contrast met de foto's kon dan ook bijna niet groter zijn. Terwijl aan de ene kant van het kamp honderdduizenden werden vergast, was men aan de andere kant van het kamp een feestje aan het vieren.